# Verušičky
Verušičky (en allemand : Klein Werscheditz) est une commune du district et de la région de Karlovy Vary, en République tchèque. Sa population s'élevait à 470 habitants en 2020.

## Géographie
Verušičky se trouve à 7 km au nord-ouest de Chyše, à 24 km au sud-est de Karlovy Vary et à 91 km à l'ouest de Prague.
La commune est limitée par la zone militaire de Hradiště au nord, par Valeč et Vrbice à l'est, par Čichalov et Žlutice au sud, et par Bochov à l'ouest.

## Histoire
La première mention écrite de la localité date de 1572.

## Galerie

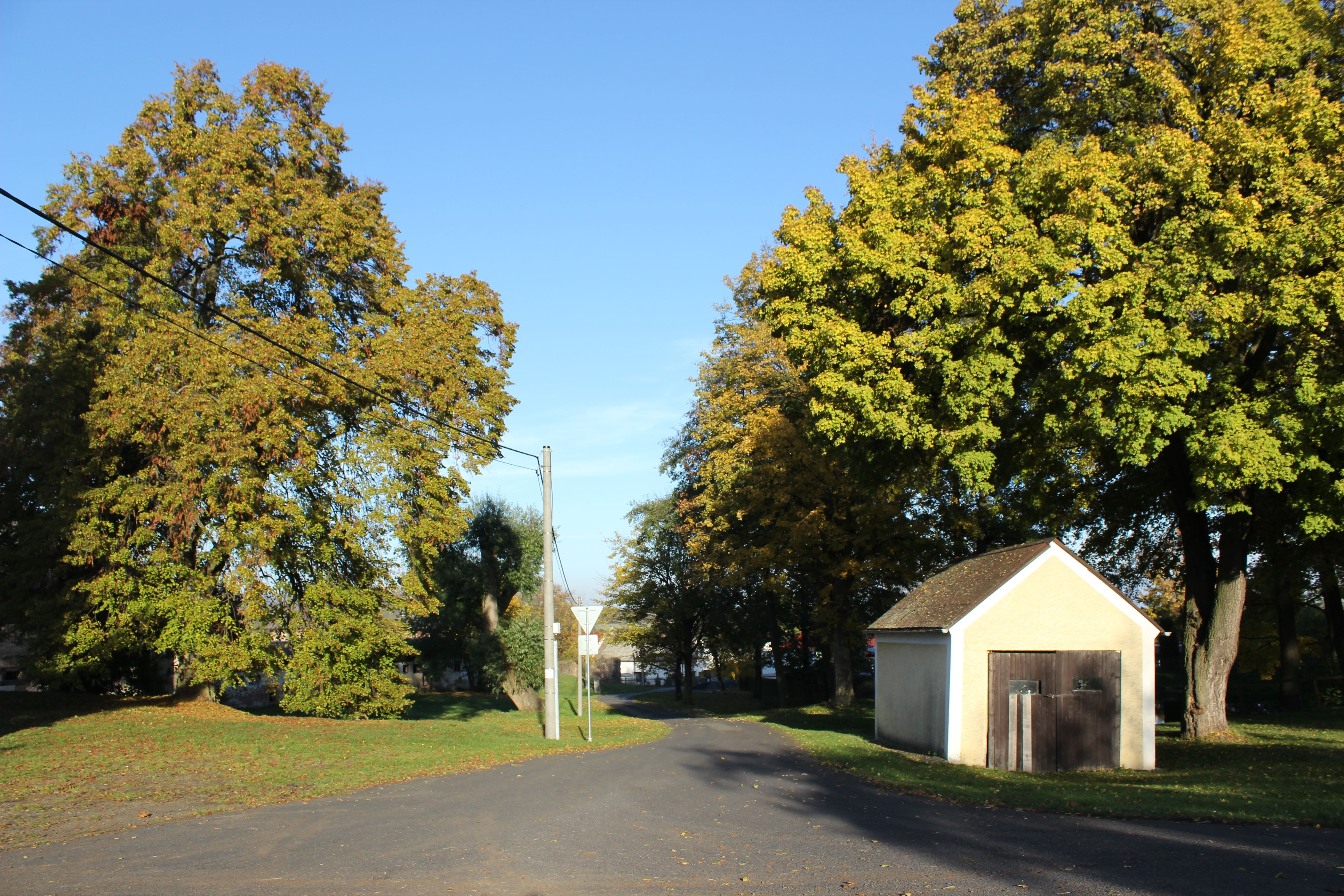
Une rue de Verušičky.
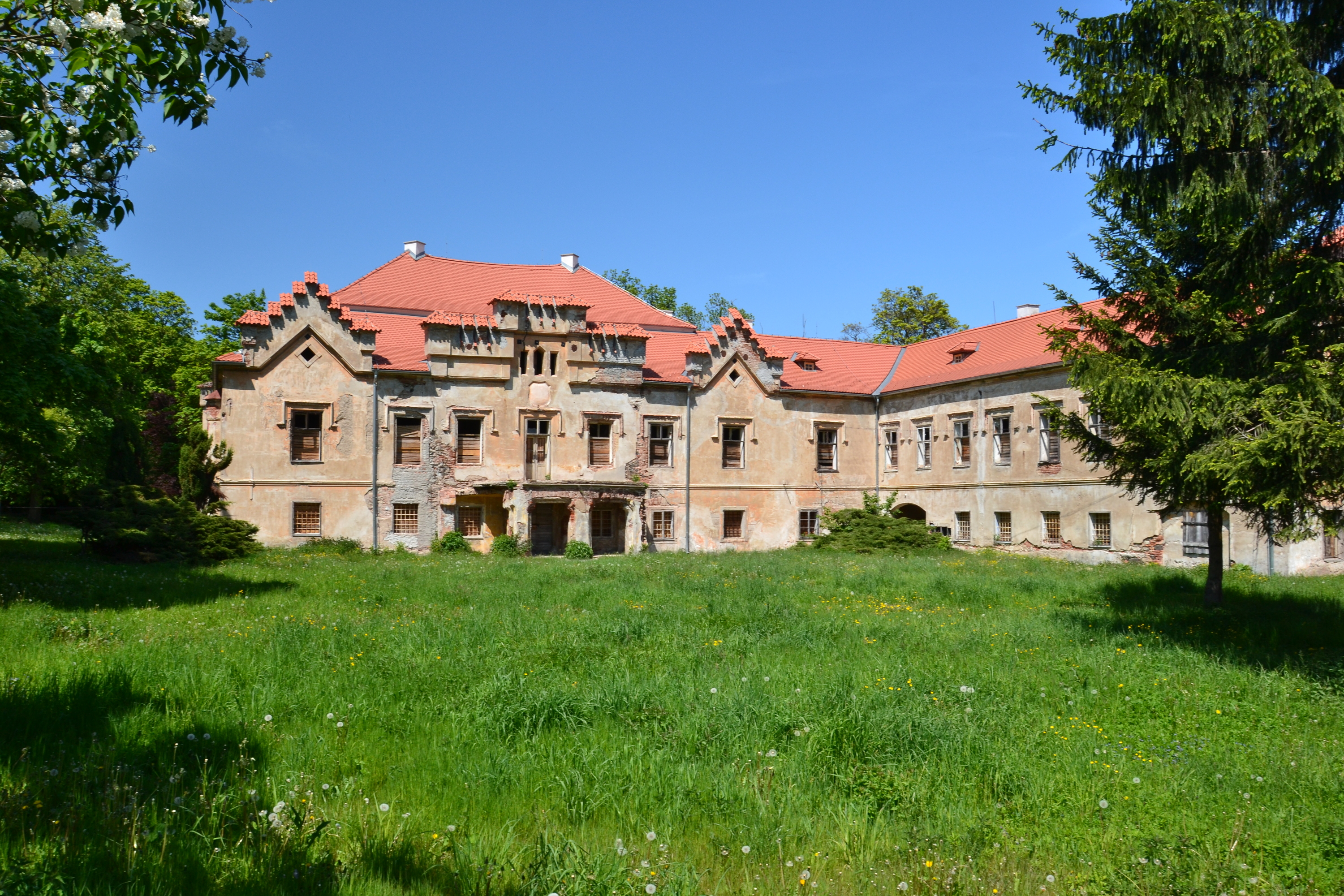
Château de Verušičky.

## Administration
La commune se compose de huit quartiers :
- Albeřice
- Budov
- Hřivínov
- Luka
- Malý Hlavákov
- Týniště
- Vahaneč
- Verušičky
- Záhoří